# Boqueho
 Boqueho  (en bretón Boskazoù) es una población y comuna francesa, en la región de Bretaña, departamento de Côtes-d'Armor, en el distrito de Saint-Brieuc y cantón de Châtelaudren.

## Demografía
| 927 | 828 | 755 | 766 | 791 | 848 |
| Para los censos de 1962 a 1999 la población legal corresponde a la población sin duplicidades (Fuente: INSEE [Consultar]) |     |     |     |     |     |